# Costitx

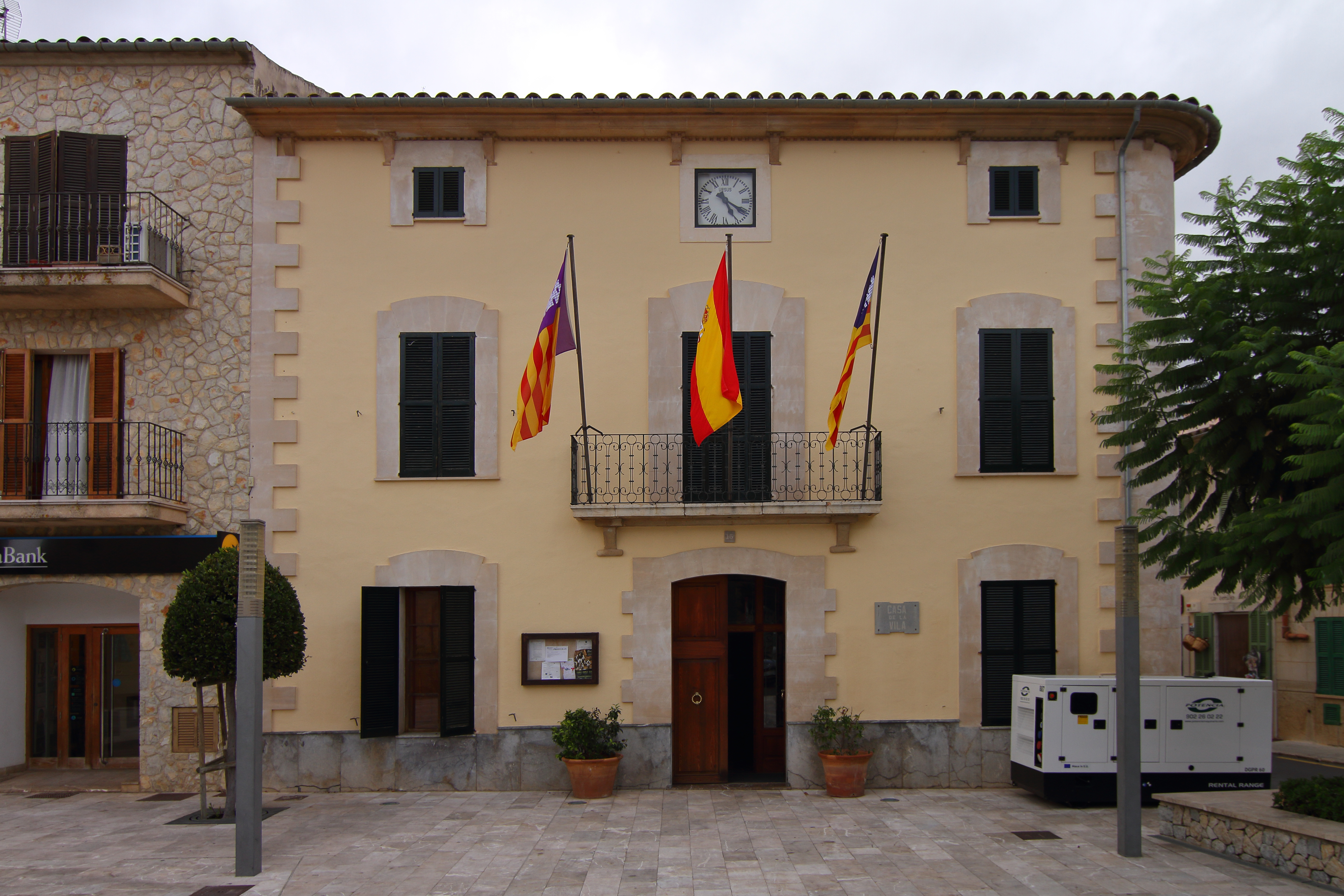
Ayuntamiento de Costich

Costitx o Costich es una localidad y municipio español de la comunidad autónoma de Islas Baleares. Situado en el centro de la isla de Mallorca, al noroeste de la capital, es uno de los más pequeños y de menor población de la isla balear y forma parte de la comarca del Llano de Mallorca. Limita con Sancellas, Lloret de Vista Alegre, Sinéu e Inca.
En su término se encuentra Son Corró, un santuario talayótico donde se hallaron los famosos toros de Costich (en mallorquín, caps de bou), unas cabezas en bronce de toros de gran tamaño, hoy conservadas por su alto valor arqueológico y simbólico en el Museo Arqueológico Nacional de Madrid. Siglos más tarde fue una alquería musulmana en el distrito de Qanarûsha y en el repartimiento posterior a la conquista de la isla por la Corona de Aragón se entregó a Guillermo II de Bearn.
Este municipio se segregó en 1855 del de Sancellas.

## Demografía
Costich cuenta con una población de 1516 habitantes (INE 2024).
| Gráfica de evolución demográfica de Costich entre 1860 y 2021 |
| |
| Población de derecho según los censos de población del INE. Población de hecho según los censos de población del INE.Entre el censo de 1860 y el anterior, aparece este municipio porque se segrega del municipio Sancellas. |

## Política
El pueblo de Costich siempre ha estado gobernado por partidos mallorquinistas. Maria Antònia Munar (Unió Mallorquina) fue su alcaldesa desde el año 1979 hasta 2007. Antoni Salas (actualmente en Proposta per les Illes) cogió el relevo en la alcaldía hasta la actualidad.

## Cultura
Costich celebra cada 1 de mayo la feria Costich en flor: iniciada en el año 2006, es una feria temática que tiene en las flores y en las plantas su tema central. 
Es una feria muy participativa puesto que la gran mayoría de vecinos participan activamente adornando sus casas y sus calles con motivos florales y vegetales. La visualidad de las flores otorga a este evento gran calidad estética.